# Alba (vestit)
|  | Per a altres significats, vegeu «Alba». |

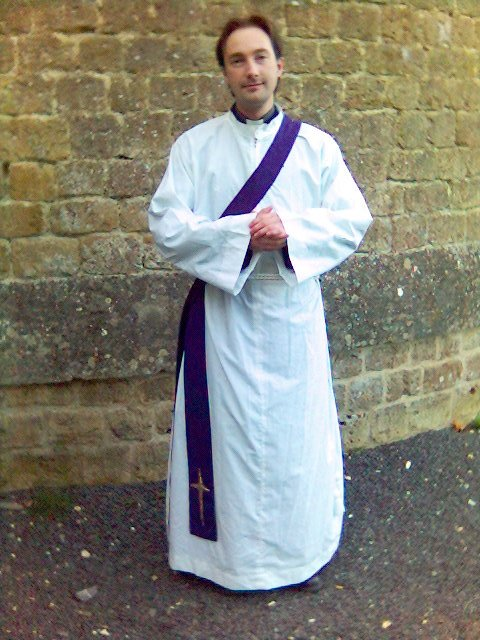
Diaca anglicà amb alba i estola

L'alba (en llatí, 'vestit blanc') o camis és una vestimenta litúrgica de l'església catòlica i l'església anglicana.
Instituït com a hàbit litúrgic per a tots els ministres i ordes sacerdotals de l'església catòlica, l'alba és una túnica de roba blanca que cobreix tot el cos. Acostuma a cenyir-se amb un cordó.
El Cærimoniale episcopum de 1984 instituí l'alba com a hàbit litúrgic bàsic de tots els ministres, per bé que l'església catalana optà per l'ús de la cogulla monàstica benedictina. L'alba substitueix la sotana i es pot revestir amb una estola, una casulla o una dalmàtica.